# Maserati Chubasco
La Maserati Chubasco è un prototipo prodotto dalla casa automobilistica italiana Maserati nel 1990.

## Storia e sviluppo
Presentata per la prima volta nel dicembre 1990, l'auto prende il nome da un vento che soffia nel Centro e Sud America.
La Chubasco era un'autovettura sportiva con carrozzeria berlinetta due posti con motore centrale disegnata da Marcello Gandini, che all'epoca lavorava in Maserati. Grande attenzione era stata posta all'aerodinamica, infatti la vettura aveva tre prese d'aria nella parte anteriore che convogliavano l'aria sotto l'auto verso le prese d'aria nella parte posteriore del corpo vettura. Questo soluzione non solo raffreddava il motore, ma andava a migliorare l'effetto suolo. La Chubasco aveva fari a scomparsa, portiere con apertura a forbice e un tetto apribile elettrico che poteva scorrere all'indietro sul vano motore.
Il motore era una versione aggiornata del propulsore V8 biturbo da 3,2 litri della Maserati Shamal con una potenza di 430 CV abbinata ad un cambio manuale a sei marce posto sull'asse posteriore.
Poiché l'auto si rivelò troppo costosa da produrre, il progetto venne accantonato. L'unico prototipo costruito della Chubasco è esposto all'interno del Museo Panini Maserati di Modena.
Il telaio Chubasco fu in seguito utilizzato come base per la vettura da corsa Maserati Barchetta.